# Волькрамсхаузен
Волькрамсхаузен (нем. Wolkramshausen) — община в Германии, в земле Тюрингия. 
Входит в состав района Нордхаузен. Подчиняется управлению Хайнлайте.  Население составляет 1036 человек (на 31 декабря 2010 года). Занимает площадь 10,84 км².